# Рюденхаузен
Рюденхаузен (на немски: Rüdenhausen) е община (Marktgemeinde) в Долна Франкония, Бавария, Германия, с 876 жители (31 декември 2015).
От 1556 до 1806 г. е столица на графство Кастел-Рюденхаузен и резиденция на род Кастел-Рюденхаузен.